# Keisha Castle-Hughes
Keisha Castle-Hughes (ur. 24 marca 1990 w Donnybrook) – nowozelandzka aktorka. Do 2012 roku była najmłodszą aktorką nominowaną do Oscara za rolę pierwszoplanową – mając 13 lat była nominowana za rolę Paikei w filmie Jeździec wielorybów.

## Filmografia[1]
| Rok       | Tytuł                                     | Tytuł oryginalny                             | Rola                    |
| --------- | ----------------------------------------- | -------------------------------------------- | ----------------------- |
| 2002      | Jeździec wielorybów                       | Whale Rider                                  | Paikea                  |
| 2005      | Gwiezdne wojny: część III – Zemsta Sithów | Star Wars: Episode III – Revenge of the Sith | Apailana, królowa Naboo |
| 2006      | Narodzenie                                | The Nativity Story                           | Maryja                  |
| 2008      | Cześć, jestem Esther                      | Hey, Hey, It's Esther Blueburger             | Sunni                   |
| 2009      | The Vintner's Luck                        |                                              | Celeste                 |
| 2009      | Piece of My Heart (TV)                    |                                              | Młoda Kat               |
| 2011      | Greener Grass                             |                                              | Layla                   |
| 2011      | Wampir                                    | Vampire                                      | Meduza                  |
| 2011      | Red Dog                                   |                                              | Rose                    |
| 2011-13   | The Almighty Johnsons (serial TV)         |                                              | Gaia                    |
| 2013      | Droga w przeszłość                        | Rewind (TV)                                  | Priya                   |
| 2015      | Queen of Carthage                         |                                              | Simi                    |
| 2015-2017 | Gra o tron                                | Game of Thrones (serial TV)                  | Obara Sand              |
| 2016      | Roadies (serial TV)                       |                                              | Donna Mancini           |
| 2016      | Thank You for Your Service                |                                              | Alea                    |
| 2017      | Manhunt: Unabomber (serial TV)            |                                              | Tabby                   |
| 2017      | Chwała bohaterom                          | Thank You for Your Service                   | Alea Aieti              |
| 2018      | Find Your Voice                           |                                              | Princess                |
| 2018      | On the Ropes (miniserial)                 |                                              | Jessica Connor          |
| 2019      | Tone-Deaf                                 |                                              | Wyatt                   |
| 2019-2020 | FBI (serial)                              |                                              | Hana Gibson             |
| 2020      | DieRy                                     |                                              | Jean Marama             |
| 2020–2025 | FBI: Most Wanted (serial)                 |                                              | Hana Gibson             |